# Schizofrenia a progresso lento
La schizofrenia a lento progresso o schizofrenia lenta o schizofrenia pigra o schizofrenia progressiva lenta (in russo вялотекущая шизофрения?, vyalotekushchaya shizofreniya) era una categoria diagnostica usata in Unione Sovietica per descrivere quello che dicevano essere una forma di schizofrenia, caratterizzata da un decorso lento e progressivo; è stato diagnosticato anche in pazienti che non hanno mostrassero sintomi di schizofrenia o altri disturbi psicotici, sul presupposto che questi sintomi potrebbero apparire più tardi. È stato sviluppato nel 1960 dallo psichiatra sovietico Andrei Snezhnevsky ed i suoi colleghi ed è stato utilizzato quasi unicamente nei paesi appartenenti al patto di Varsavia, fino alla caduta del comunismo a partire dal 1989. La diagnosi è stata a lungo screditata a causa della sua inadeguatezza scientifica. Non è mai stata usata o riconosciuta al di fuori dell'Unione Sovietica, o da organizzazioni internazionali come l'Organizzazione Mondiale della Sanità. 
Dopo essere state dimesse dall'ospedale, le persone con diagnosi di schizofrenia lenta sono state private dei loro diritti civili. L'utilizzo di questa diagnosi è stato condannato a livello internazionale.
Nella versione russa della 10ª revisione della classificazione internazionale statistico delle malattie e dei problemi di salute (ICD-10), che è stato a lungo utilizzato in tutto la Russia odierna, la schizofrenia lenta non è più elencato come una forma di schizofrenia, tuttavia è ancora incluso come un disturbo schizotipico nella sezione F21 del capitolo V.
Secondo Sergei Jargin, lo stesso termine russo "vyalotekushchaya" per la schizofrenia lenta continua ad essere utilizzata ed è ora tradotto in sintesi in inglese in articoli non come "lenta", ma come "a lento progresso".

## Riconoscimento, trattamento e studio
Solo gli psichiatri appositamente istruiti potevano riconoscere la schizofrenia lenta per il trattamento a tempo indeterminato in un "Ospedale Psichiatrico Speciale" con pesanti dosi di farmaci antipsicotici. Psichiatri sovietici, soprattutto a Mosca, non esitarono a formare articoli "scientifici" e difendere tesi utilizzando i casi di dissidenti. Ad esempio, Snezhnevsky la diagnosticò al dissidente Vladimir Bukovsky come schizofrenico il 5 luglio 1962. Tutti i prodotti di carta erano disponibili in biblioteche mediche. Come Semyon Gluzman ricorda, quando è tornato a Kiev nel 1982, dopo la sua assenza di dieci anni, è stato sorpreso di vedere tutta questa letteratura "scientifica" in un deposito aperto presso la biblioteca medica di Kiev ed è stato ancora più stupito di leggere tutte le "cose ridicole" difficilmente organizzate nella terminologia scientifica psichiatrica. Nei documenti e tesi di laurea sul trattamento per la litigiosità e il riformismo, Kosachyov e altri psichiatri sovietici raccomandarono il trattamento obbligatorio per le persone con litigiosità e riformismo, negli stessi ospedali psichiatrici usati per gli assassini: trattamento obbligatorio negli ospedali psichiatrici di tipo speciale è di essere consigliato nei casi di brutali omicidi commessi per motivi deliranti così come nei casi di litigiosità persistente e riformismo con un'inclinazione per indurre le persone circostanti e con una tendenza alla ripetizione degli atti illeciti.

## Sistematica Snezhnevsky
Il modello sovietico della schizofrenia è basata sull'ipotesi che una fondamentale caratteristica (tra cui disturbi dello spettro della schizofrenia si distinguono clinicamente) è il suo andamento longitudinale. L'ipotesi implica tre principali tipi di schizofrenia:
-Continuo: incessante, di procedere rapidamente ( "maligno") o lentamente ( "pigro"), con una prognosi infausta
-Periodica (o ricorrente): caratterizzato da un attacco acuto, seguita da remissione completa con poca o nessuna progressione
-Misto: miscela di tipi continui e periodici che si verifica periodicamente ed è caratterizzata da solo remissione parziale.
La classificazione dei tipi di schizofrenia attribuiti a Snezhnevsky è ancora usato in Russia, e ritiene la schizofrenia lenta un esempio di tipo continuo. La prevalenza delle teorie di Snezhnevsky è particolarmente portato a un allargamento dei confini della malattia tale che anche il cambiamento comportamentale più mite viene interpretato come indicazione di disturbo mentale.
Una descrizione della malattia artigianale di schizofrenia lenta ha stabilito che i sintomi psicotici non sono stati essenziale per la diagnosi, ma i sintomi della psicopatia, l'ipocondria, depersonalizzazione o ansia sono stati al centro di esso. Sintomi considerati parte dell' "asse negativo" incluso il pessimismo, scarso adattamento sociale e di conflitto con le autorità, erano sufficienti per una diagnosi formale di "schizofrenia lenta con pochi sintomi". Secondo Snezhnevsky, pazienti con schizofrenia lenta potrebbero presentarsi come apparentemente sani di mente, ma manifestano minimi (e clinicamente rilevanti) cambiamenti di personalità che potrebbero rimanere inosservato a un occhio non allenato. I pazienti con disturbi mentali non psicotici potrebbero essere diagnosticati con schizofrenia pigra.
Harold Merskey e Bronislava Shafran scrivono molte condizioni che probabilmente possono essere diagnosticati altrove come disturbi ipocondriaci o di personalità, disturbi d'ansia o disturbi depressivi sembrano suscettibili a essere elencati sotto la diagnosi di schizofrenia progressiva lenta nel sistema di Snezhnevsky.
L'incidenza di schizofrenia lenta è aumentata perché, secondo Snezhnevsky e i suoi colleghi, pazienti con questa diagnosi erano in grado di operare socialmente quasi normalmente. I loro sintomi potrebbero assomigliare a quelli di una nevrosi o di paranoia. I pazienti con sintomi paranoici mantengono spaccato la loro condizione, ma sopravvalutato il loro significato e avevano idee grandiose di riformare la società. La schizofrenia a lento progresso potrebbe avere sintomi come "deliri di riforma", "perseveranza" e "lotta per la verità". Come riportano Viktor Styazhkin, Snezhnevsky diagnosticano un delirio di riforma in tutti i casi in cui un paziente "sviluppa un nuovo principio della conoscenza umana, redige un ideale di felicità umana o di altri progetti per il bene dell'umanità".
Durante gli anni '60 e '70 del 1900, le teorie che contenevano idee sulla riforma della società, che lotta per la verità, e le convinzioni religiose non sono stati considerati disturbi paranoici deliranti in quasi tutte le classifiche estere; tuttavia, la psichiatria sovietica ha considerato le critiche al sistema politico e le proposte per la riforma come un comportamento delirante. Le diagnosi di schizofrenia lenta e stati paranoici con manie di riforma sono stati utilizzati solo in Unione Sovietica e diversi paesi dell'Europa orientale.
Un membro del pubblico a una conferenza di Georgi Morozov sulla psichiatria forense in Istituto Serbsky chiese: “Dicci, Georgi Vasilevich, ciò che è in realtà la diagnosi di schizofrenia lenta?” Dal momento che la domanda è stato chiesta ironicamente Morozov ha risposto ironicamente: “Sai, cari colleghi, questa è una malattia molto particolare. Non ci sono disturbi deliranti, non ci sono le allucinazioni, ma c'è la schizofrenia!”
I due psichiatri sovietici Marat Vartanyan e Andrei Mukhin nella loro intervista al giornale sovietico Komsomolskaya Pravda emesso il 15 luglio 1987 ha spiegato come sia stato possibile che una persona potrebbe essere malata di mente, mentre le persone che lo circondano non se ne accorgessero, per esempio, nel caso di "schizofrenia lenta". Che significa dire che una persona è malata di mente? Marat Vartanyan ha detto: "... Quando una persona è ossessivamente occupato con qualcosa. Se discute un altro soggetto con lui, è una persona normale che è in buona salute, e che può essere il tuo superiore in intelligenza per la conoscenza e l'eloquenza. Ma non appena si parla del suo argomento preferito, le sue ossessioni patologiche divampano selvaggiamente." Vartanyan ha confermato che centinaia di persone con questa diagnosi sono stati ricoverati in Unione Sovietica. Secondo Mukhin, ha avuto luogo perché "diffondevano le loro idee riformiste-patologiche tra le masse". Pochi mesi dopo lo stesso giornale ha elencato "un interesse eccezionale in sistemi filosofici, la religione e l'arte" tra i sintomi della schizofrenia lenta da un manuale sulla psichiatria di Snezhnevsky della scuola di Mosca.

## Critica occidentale
L'occidente è venuto a conoscenza della schizofrenia lenta e dei suoi usi politici nella metà degli anni '70, a seguito della elevata incidenza di schizofrenia nella popolazione russa. Snezhnevsky è stato personalmente attaccato in occidente come un esempio di abusi psichiatrici in URSS. Egli è stato accusato di sviluppare cinicamente un sistema della diagnosi che potrebbero essere piegata a fini politici. Lo psichiatra americano Alan Abraham Stone ha dichiarato che la critica occidentale alla psichiatria sovietica focalizzata sulla sistematica Snezhnevsky perché è stato responsabile della diagnosi di schizofrenia lenta per "riformismo" e altri "sintomi".

## Uso nella Russia post sovietica
Nel 2010, Yuri Savenko, il presidente della Psychiatric Association indipendente della Russia, ha avvertito che il professor Anatoly Smulevich, autore delle monografie Problem Paranoyi nel 1972 e Maloprogredientnaya Shizofreniya (Continuous Sluggish Schizophrenia) nel 1987, che avevano contribuito alla iperdiagnosi di schizofrenia lenta, aveva ripreso a svolgere lo stesso ruolo. Sotto la sua influenza, i terapisti hanno iniziato a utilizzare ampiamente gli antidepressivi e antipsicotici ma spesso in casi inadeguati e con dosi inadeguate, senza consultare gli psichiatri. Questa situazione ha aperto un enorme nuovo mercato per le imprese farmaceutiche e il flusso dei malati di mente a internisti.
Nel libro congiunto Sociodinamicheskaya Psikhiatriya (Sociodynamic Psichiatria), il Dottore in Scienze Mediche professore di psichiatria Caesar Korolenko e Dottore di Scienze Psicologiche Nina Dmitrieva fanno notare che la descrizione clinica di Smulevich di schizofrenia lenta è estremamente sfuggente e comprende quasi tutti i possibili cambiamenti dello stato e le condizioni mentale che si verificano in una persona senza psicopatologie: euforia, iperattività, l'ottimismo infondata, irritabilità, esplosività, la sensibilità, inadeguatezza e deficit emotivo, reazioni isteriche con conversivo e sintomi dissociativi, infantilismo, gli stati ossessivo-fobici e testardaggine. Allo stato attuale, la iperdiagnosi della schizofrenia diventa particolarmente negativo a causa di un gran numero di psicosi schizofreniformi causati dalla crescente popolarità delle varie sette esoteriche. Praticano la meditazione, deprivazione sensoriale, esercizi speciali con movimenti ritmici che stimolano direttamente il subconscio profondo e, così facendo, portare allo sviluppo di psicosi con andamento prevalentemente reversibile. Smulevich basa la diagnosi di continuo sulla schizofrenia lenta, in particolare, su aspetti e stile di vita e sottolinea che la prima linea nel quadro di variazioni negative è data al contrasto tra il mantenere l'attività mentale (e talvolta piuttosto alta capacità di lavoro) e manierismo, l'inusualità del proprio aspetto e stile di vita intera. Nella sua intervista nel 2014, Anatoly Smulevich dice: "Ora tutto è un po' trasformato in un modo diverso, la schizofrenia lenta è stata trasformata in disturbo schizotipico, penso che non è la fine del suo insegnamento di Snezhnevsky, perché dopo un po', tutto sarà tornato in un solco, ma non sarà una semplice ripetizione, ma una nuova direzione".
Nel 2009, Tatyana Dmitrieva, l'allora direttore del Centro Serbsky, disse al servizio russo della BBC, "Una diagnosi è ormai fatta solo in base alla classificazione internazionale, così chiamata ICD-10. In questa classificazione, non c'è la schizofrenia lenta, quindi, anche questa diagnosi non è stata fatta solo per un lungo periodo di tempo". Tuttavia, secondo l'intervista del 2012 il presidente dell'ucraina Psychiatric Association Semyon Gluzman a Radio Liberty, anche se la diagnosi di schizofrenia pigra non esiste più in Ucraina, in Russia, per quanto ne sa, questa diagnosi esiste ancora, ed è stato dato a Mikhail Kosenko, uno degli imputati nel caso Piazza Bolotnaya. L'accusa per il suo ricovero coatto poggiava sulla conferma della diagnosi di schizofrenia lenta che è stata trattata negli ultimi 12 anni, fino al 2013 quando la diagnosi è stato cambiato con quella della schizofrenia paranoide dagli esperti del Centro Serbsky che hanno esaminato Kosenko e convinto la corte di inviarlo per trattamento obbligatorio in un ospedale psichiatrico. Zurab Kekelidze, che dirige il Centro Serbsky, è il capo psichiatra del Ministero della Salute e dello Sviluppo Sociale della Federazione Russa, ha confermato che a Kosenko è stata diagnosticata la schizofrenia pigra.
Secondo il commento dall'American Psychiatric Association indipendente della Russia sul testo 2007 da Vladimir Rotstein, un doctrinist della scuola di Snezhnevsky, ci sono pazienti con sufficienti delirio di riformismo in strutture ospedaliere psichiatriche per il trattamento involontario. Nel 2012, delirio di riformismo è stato menzionato come un sintomo di disturbo mentale in Psichiatria. Nello stesso anno, Vladimir Pashkovsky nel suo giornale ha riferito che ha diagnosticato al 4,7% dei 300 pazienti con delirio di riforma. Come il sociologo russo Alexander Tarasov ha scritto, "si sarà trattato in un ospedale in modo che voi e tutti i vostri conoscenti arrivino a imparare sempre che solo persone come Anatoly Chubais o German Gref possono essere occupati con la riforma nel nostro paese. "Secondo Raimonds Krumgolds, un ex membro del partito politico L'Altra Russia, è stato esaminato a causa del suo "delirio di riformismo", che ha dato luogo ad una diagnosi di schizofrenia a lento progresso. Nel 2012, Tyuvina e Balabanova nel loro articolo congiunto hanno riferito di aver usato sulpiride per trattare la schizofrenia a lento progresso.